# Komposition (Musik)
Als Komposition (von lateinisch componere ‚zusammenfügen‘) (veraltet: Tonwerk) wird bezeichnet:
- die Schöpfung, Erarbeitung und Urheberschaft eines musikalischen Kunstwerks (das Komponieren), sowie
- das vollendete, zur Aufführung bereitliegende Tonstück selbst, insbesondere sein musikalischer Aufbau.

In der Regel handelt es sich um ein überliefertes Werk eines Komponisten, das die Möglichkeit zur wiederholbaren Ausführung bietet. Gegenbegriffe sind:
- mündliche Überlieferung: Ein Musikwerk lässt sich nicht auf eine Person zurückführen, sondern wird als Gemeingut weitergetragen und unterliegt dabei mitunter auch Veränderungen;
- Improvisation: Musik entsteht im Spielprozess selbst und ist nicht zur wiederholten Ausführung gedacht (hingegen ist die Fantasie eine eigene Kompositionsform);
- Interpretation: Ein als Komposition vorliegendes Werk wird von einem Interpreten (Sänger, Musiker) aufgeführt.

In früheren Jahrhunderten wurde die jeweils aktuelle Kompositionslehre (Harmonielehre, Kontrapunkt, Formenlehre) meist von erfahrenen Komponisten im Lehrer-Schüler-Verhältnis weitergegeben. Heute ist sie an europäischen Musikhochschulen ein zumeist zehnsemestriges Hauptstudienfach.

## Komposition „klassischer“ Musik

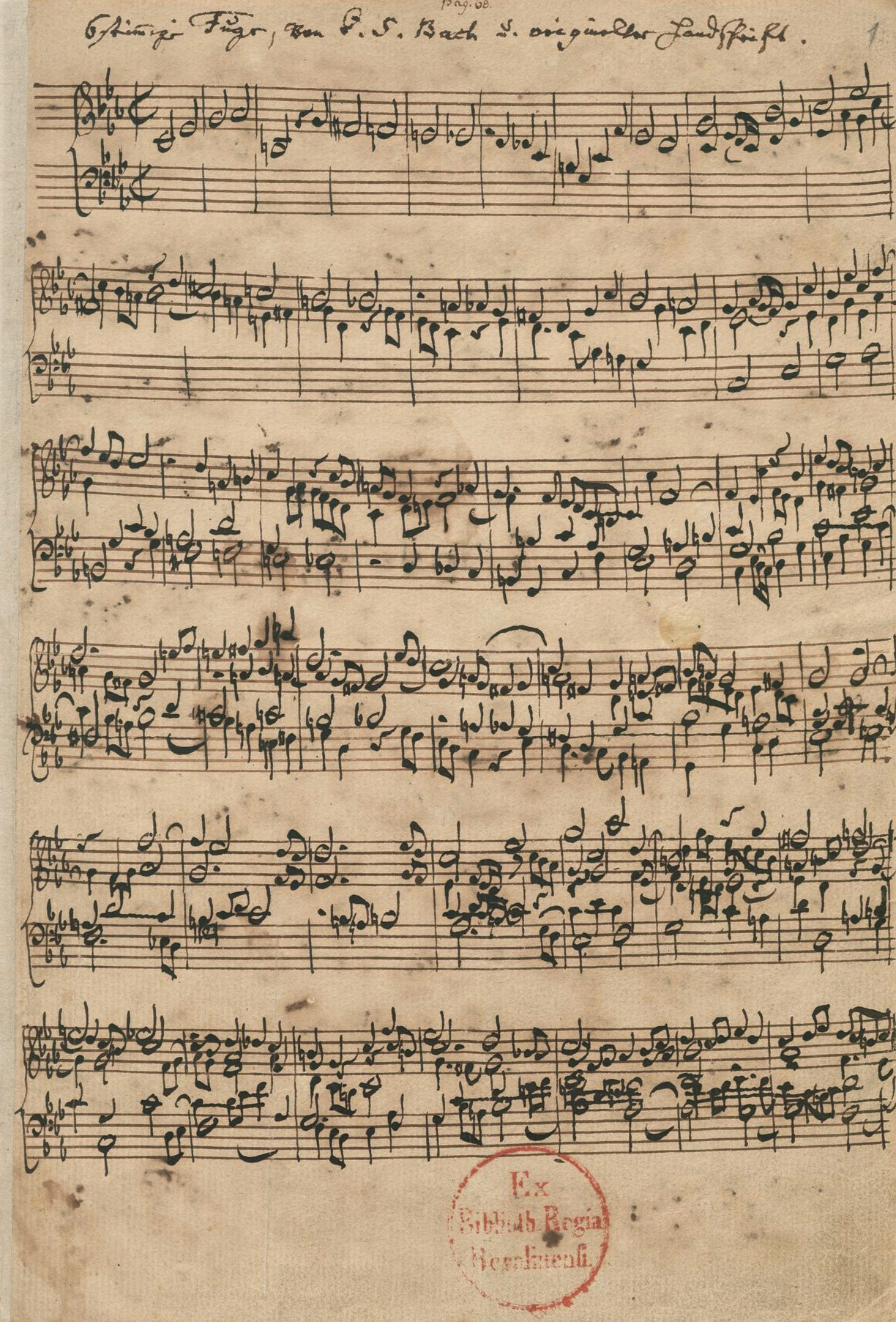
Sechsstimmige Fuge aus J. S. Bachs „Musikalischem Opfer“

Komposition ist vor allem der für die „klassische“ Musik (i. S. v. Kunst- bzw. E-Musik) charakteristische Schaffensprozess. Er bezeichnet die Erfindung eines Musikwerkes und die Fixierung desselben durch den Komponisten. Die Festlegungen, die der Komponist trifft, sind dabei je nach Parameter und auch von Werk zu Werk unterschiedlich genau. In klassisch-romantischer Musik sind die Tonhöhen präzise definiert, die Tondauern und der sich damit ergebende Rhythmus sind in Relation zum Grundtempo exakt bestimmbar. Damit lassen sich diese als primäre Parameter oder Kompositionskategorien bezeichnen. Dynamik und Artikulation können zwar auch sehr differenziert vorgeschrieben werden, sind aber nicht wie die primären Parameter in genauen Werten in der Notenschrift darstellbar und damit sekundäre Parameter oder Kompositionskategorien. Auf diese Weise entstehende Leerstellen sind durch den Interpreten auszulegen. Dies gilt auch für das Tempo, da es keine entsprechende absolute Tempowahrnehmung gibt, die Abweichungen von einem vorgeschriebenen Tempo (z. B. in Schlägen pro Minute) tatsächlich auch als Abweichung von der Komposition interpretiert, solange sich nicht der Tempoeindruck („schnell“, „mäßig“, „langsam“) ändert. In der Hand des Komponisten liegt zudem die Wahl der Besetzung und die Instrumentation. Mit fortschreitender Ausdifferenzierung des sinfonischen Orchesters bekamen diese im Laufe des 19. und 20. Jahrhunderts zunehmend ebenfalls den Charakter einer Kompositionskategorie, wobei es sich allerdings meistens doch um einen der eigentlichen Komposition vorgelagerten (Wahl der Besetzung) oder nachgeordneten Prozess (Instrumentation) handelt.
In der Konzentration des musikalischen Schaffensprozesses auf den Komponisten und damit auf ein Individuum liegt ein entscheidendes Wesensmerkmal der Klassischen Musik, das für ihre geschichtliche Entwicklung bestimmend ist. Sie ist Voraussetzung für die seit dem 19. Jahrhundert zunehmende Verehrung des Komponisten als „Genie“, für die Überlieferung eines wachsenden Kanons an „Meisterwerken“ und schließlich für die immer striktere Trennung und Spezialisierung von Komponist und Interpret. Neuere, nicht-individualistische Ansätze legen den Fokus auf die künstlerischen Praktiken, die zwar individuellen Ausformungen aber eine historisch-gesellschaftliche Verankerung aufweisen. Komponieren wird folglich als intelligenter und kreativer Vollzug einer sozialen Praxis betrachtet.
Paradoxerweise führten aber gerade diese Entwicklungen im 20. Jahrhundert zu einer abnehmenden Bedeutung des Komponisten gegenüber dem Interpreten, da dieser auf den Kanon an allgemein anerkannten „Meisterwerken“ zurückgreifen kann, zu denen der zeitgenössische Komponist in Konkurrenz treten muss. Der Terminus „Klassische Musik“ stand damit zunehmend für die Wandlung von historisch überlieferter Musik in ein aktuelles Musikgeschehen und der Interpret wurde ihr eigentlicher Träger. Die Komponisten fanden ihre Nischen nur noch im sich vom historischen Material immer weiter unterscheidenden Experiment (die auch die o. g. Merkmale des „Komponierens“ betrafen und gelegentlich in Frage stellten), waren damit aber in spezialisierte Konzertreihen und Festivals abgedrängt. Als Folge davon hat sich auch das Publikum in Hörer „klassischer“ und „neuer“ Musik aufgespalten. Da die Schallaufzeichnung wiederum einen „Kanon“ an „Meisterinterpretationen“ überlieferbar macht, sehen sich die Interpreten heute in einer den Komponisten vergleichbaren Situation, welche die gesamte „klassische Musik“ in eine Stagnation führt, von der fraglich ist, ob sie sich daraus wird befreien können.
Kompositionsprozesse sind Gegenstand empirischer (musikwissenschaftlicher, psychologischer und soziologischer) Forschungen. Dabei unterscheidet man zwischen retrospektiven und in actu Dokumentationen und Analysen von Kompositionsprozessen.

## Komposition in Rockmusik und Jazz
Außerhalb der „klassischen Musik“ sind Komposition und Komponist von vergleichsweise geringerer Bedeutung, da hier zahlreiche traditionelle Aufgaben des Komponisten arbeitsteilig erledigt werden. So wird im Jazz in der Regel als Komposition lediglich die Melodie und das harmonische Grundgerüst eines Stückes bezeichnet, während am hörbaren Endergebnis das Arrangement und die Improvisation einen ebenfalls bedeutenden Anteil hat (eine Konstellation, wie sie in der europäischen Kunstmusik bis in die Mitte des Barockzeitalters vorkommen konnte). Bedeutende Komponisten des Jazz wie Duke Ellington, Miles Davis oder Wayne Shorter stehen entsprechend in ihrem eigenen Schatten als ausübende Musiker. So wird im Gegensatz zur klassischen Musik die geschichtliche Entwicklung des Jazz auch von ausübenden Musikern und nicht von Komponisten geprägt.
In der Rockmusik sind Komposition, Arrangement und Aufführung ein in der Regel kollektiver, nie ganz in seine Einzelheiten aufschlüsselbarer Prozess, dessen Ergebnis auch nur zur Darbietung durch ihre Urheber gedacht ist und nicht zur Überlieferung an andere Interpreten, die es im „klassischen“ Sinne daher hier auch nicht gibt. Oft werden in diesem Fall Noten nur in reduzierter Form oder gar nicht mehr benötigt, vor allem, wenn eng mit Studioaufnahmen gearbeitet wird, was die klassische Notation überflüssig machen kann.
Der unterschiedliche Stellenwert des Komponierens in „U-“ und „E-Musik“ führt bisweilen zu uneinheitlichen Maßstäben im wertschätzenden ästhetischen Vergleich.